# Ajour

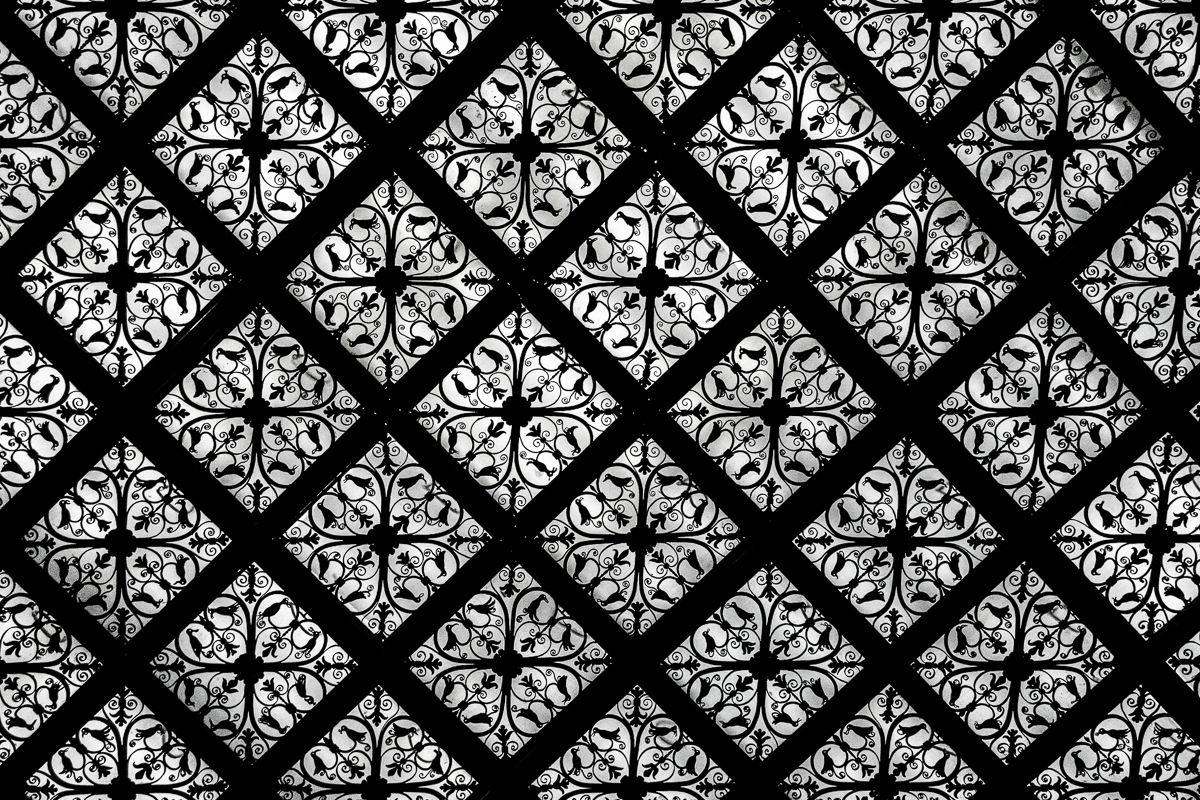
La grille du plafond de l'annexe de la Morgan Library & Museum, conçue par Samuel Yellin, New York.

Un ajour est un élément de la partie haute du remplage d'une baie de grande dimension par lequel la lumière pénètre, formant un réseau de nervures et reposant sur les meneaux des lancettes.